# Rio Clăbucet (Avrig)
O Rio Clăbucet é um rio da Romênia, afluente do Moaşa, localizado no distrito de Sibiu.